# Shannon Nobis
Shannon Nobis (ur. 20 marca 1972 w Park City) – amerykańska narciarka alpejska.

## Kariera
Pierwsze punkty w zawodach Pucharu Świata zdobyła 15 stycznia 1994 roku w Cortina d’Ampezzo, zajmując 21. miejsce w supergigancie. Na podium zawodów pucharowych jedyny raz stanęła 18 grudnia 1993 roku w Garmisch-Partenkirchen, kończąc rywalizację w tej samej konkurencji na trzeciej pozycji. W zawodach tych wyprzedziły ją jedynie Francuzka Florence Masnada i kolejna reprezentantka USA, Picabo Street. W sezonie 1994/1995 zajęła 45. miejsce w klasyfikacji generalnej.
Wystartowała na igrzyskach olimpijskich w Lillehammer w 1994 roku, zajmując 10. miejsce w supergigancie. Była też między innymi piętnasta w tej samej konkurencji na mistrzostwach świata w Sierra Nevada w 1996 roku.

## Osiągnięcia

### Igrzyska olimpijskie
| Miejsce | Dzień     | Rok  | Miejscowość | Konkurencja | Czas biegu | Strata | Zwyciężczyni |
| ------- | --------- | ---- | ----------- | ----------- | ---------- | ------ | ------------ |
| 10.     | 15 lutego | 1994 | Lillehammer | Supergigant | 1:22,15    | +0,87  | Diann Roffe  |

### Mistrzostwa świata
| Miejsce | Dzień     | Rok  | Miejscowość   | Konkurencja | Czas biegu | Strata | Zwyciężczyni       |
| ------- | --------- | ---- | ------------- | ----------- | ---------- | ------ | ------------------ |
| 15.     | 12 lutego | 1996 | Sierra Nevada | Supergigant | 1:21,00    | +1,73  | Isolde Kostner     |
| DNF2    | 22 lutego | 1996 | Sierra Nevada | Gigant      | 2:10,74    | -      | Deborah Compagnoni |
| 26.     | 11 lutego | 1997 | Sestriere     | Supergigant | 1:23,50    | +3,07  | Isolde Kostner     |

### Puchar Świata

#### Miejsca w klasyfikacji generalnej
- sezon 1993/1994: 87.
- sezon 1994/1995: 45.
- sezon 1995/1996: 51.
- sezon 1996/1997: 89.

#### Miejsca na podium
1. Garmisch-Partenkirchen – 14 stycznia 1995 (supergigant) – 3. miejsce